# Agustí Canalda i Calbó
Agustí Canalda i Calbó fou un farmacèutic català, aficionat a la geologia. Va viure a Vic en el segle xix i va ser cofundador del Círcol Literari de Vich.